# Désignateur laser
« Pointeur laser » redirige ici. Pour l'outil utilisé par les conférenciers, voir Pointeur laser (présentation).

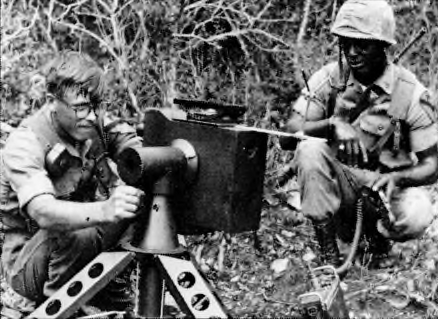
Station d'éclairage de cible laser au sol GLLD (Ground Laser Locator Designator) fabriquée par Hughes Aircraft pendant les essais de l'obus M712 Copperhead, le premier guidé par un tel appareil en 1974

Un désignateur laser[réf. nécessaire] est une source laser servant à illuminer une cible afin de guider une arme (bombe ou missile) ou de faciliter la visée (arme légère). Le laser n'opère pas dans le spectre visible. La longueur d'onde est nécessairement 1,06 micromètre qui correspond historiquement à celle des bombes guidées laser.

## Description

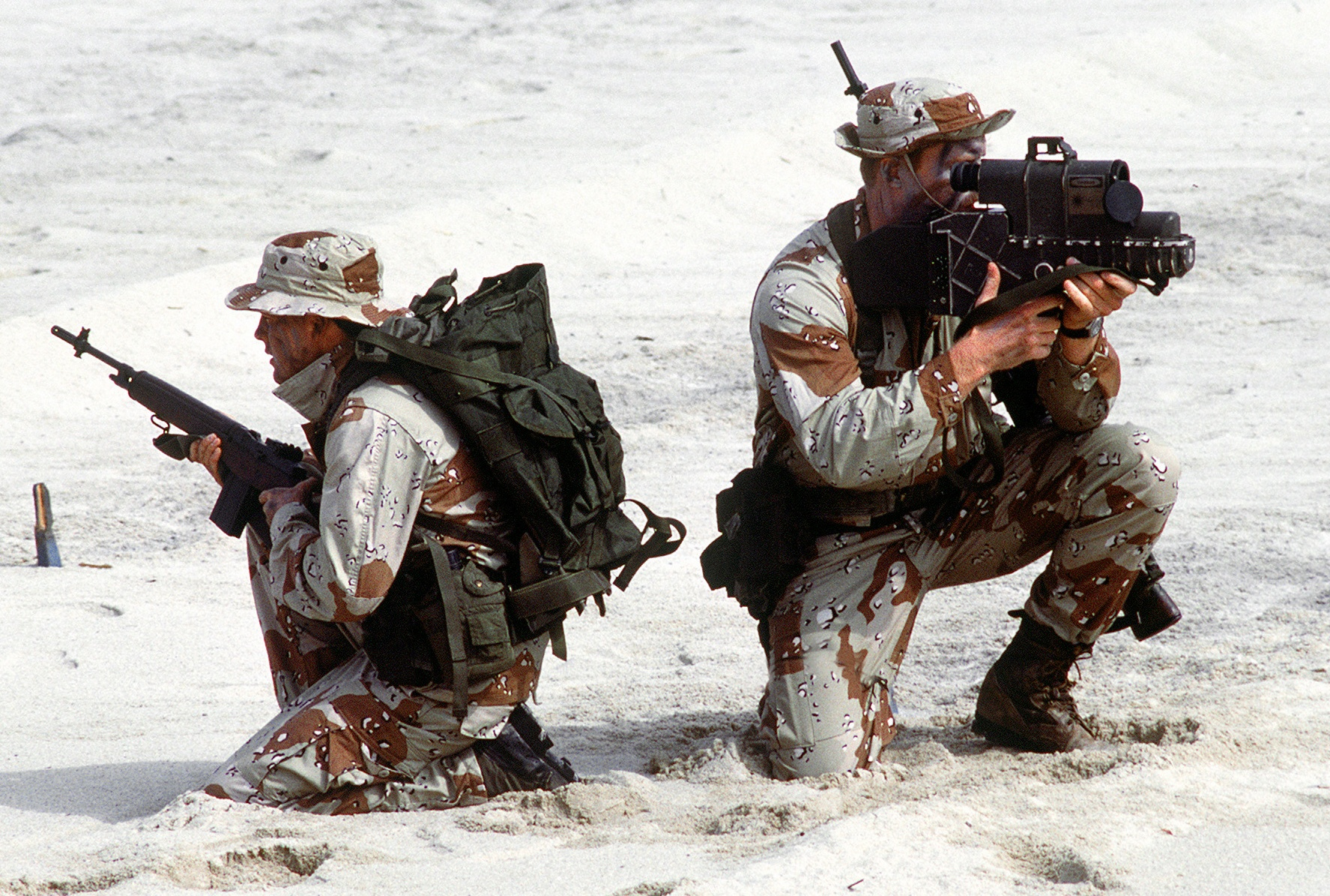
Des Navy SEAL avec un désignateur laser AN/PAQ-1 (1989).

Les désignateurs lasers fournissent le ciblage pour des missiles ou des bombes à guidage laser telles que les Paveway fabriquées par Raytheon et les missiles AGM-114 Hellfire de Lockheed-Martin. Ces munitions aériennes détectent la tache laser dont la fréquence est très spécifique et calent leur trajectoire sur elle. La désignation par laser peut être mise en œuvre par l'avion tireur, un autre avion ou encore des troupes au sol. La précision des armes guidées par laser est d'environ cinq mètres. 
Sur les armes légères, des désignateurs lasers sont employés afin de matérialiser le point d'impact avant le tir (voir pointeur laser). Ils sont généralement employés dans les engagements à courte portée.

## Désignateurs laser et applications

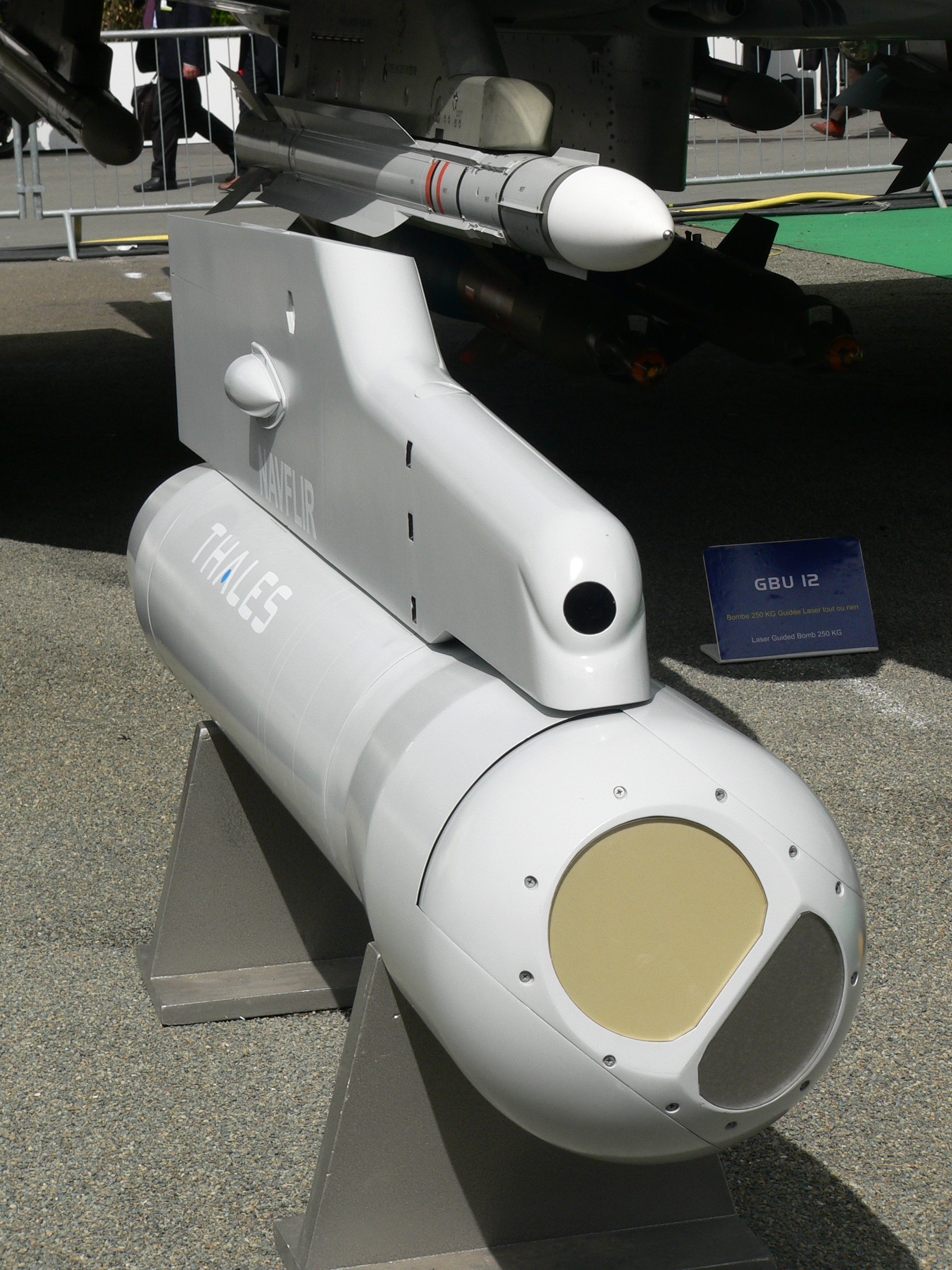
Nacelle de désignation pod Damoclès laser (la lunette au-dessus du tube FLIR et en dessous du missile qu'il va guider) combiné à un système d'imagerie NAVFLIR ou radar thermique infrarouge. Tous deux sont fabriqués par Thales.

### Nacelles de désignation
Les nacelles sont des équipements aéroportés incluant un système de désignation, par exemple : 
- TIALD (britannique)
- Northrop Grumman LITENING II/ER/AT
- Lockheed Martin LANTIRN (américain)
- Lockheed Martin Sniper XR (américain)
- Litening (israélien)
- Pod Damoclès (français)
- Pod Talios (TArgeting Long-range Identification Optronic System) (français)

### Systèmes terrestres
- CILAS :

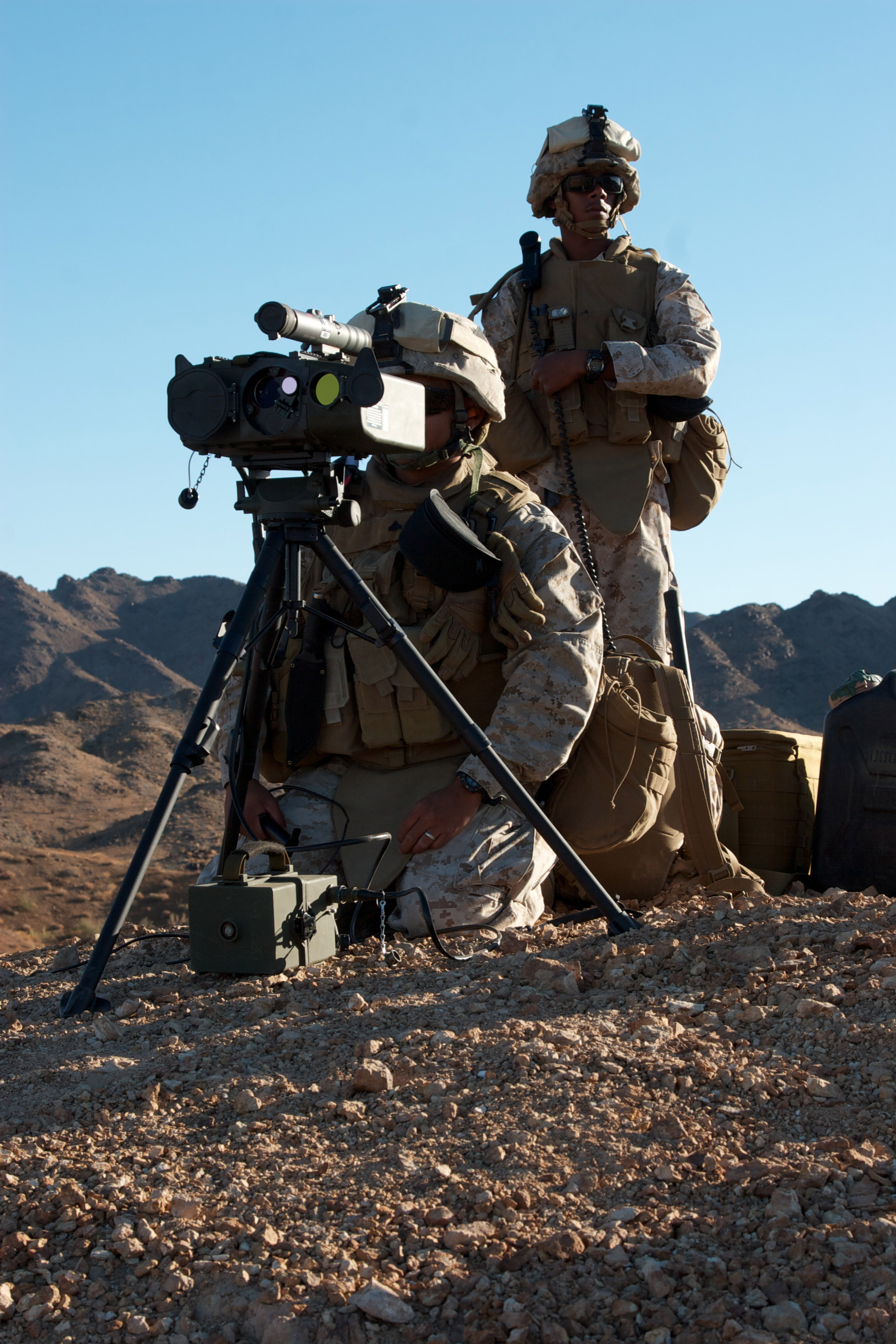
Des soldats américains utilisent un désignateur laser dans le cadre d'une exercice en 2010 nécessitant un appui aérien rapproché.

  - Désignateurs portables DHY 307, DHY 208 et DHY 308
  - Désignateurs embarqués pour boules optroniques
- Raytheon : AN/PAQ-1